# Yuika Sugasawa
Yuika Sugasawa (født 5. oktober 1990) er en japansk fodboldspiller. Hun har spillet for Japans kvindefodboldlandshold.

## Japans fodboldlandshold
| Japans landshold | Japans landshold | Japans landshold |
| År               | Kmp              | Mål              |
| ---------------- | ---------------- | ---------------- |
| 2010             | 6                | 0                |
| 2011             | 0                | 0                |
| 2012             | 4                | 2                |
| 2013             | 2                | 0                |
| 2014             | 12               | 6                |
| 2015             | 14               | 2                |
| 2016             | 1                | 0                |
| 2017             | 4                | 1                |
| 2018             | 17               | 6                |
| Total            | 60               | 17               |